# Тащенак (станція)
Тащена́к — проміжна залізнична станція 5-го класу Запорізької дирекції Придніпровської залізниці на електрифікованій лінії Федорівка — Джанкой. Розташована за 2 км від села Нове, 3 км від сіл Долинське та Удачне Мелітопольського району Запорізької області.

## Історія
Станція відкрита 1895 року.
У 1970 році станція електрифікована постійним струмом (=3 кВ) в складі дільниці Мелітополь — Сімферополь.

## Пасажирське сполучення
До повномасштабного російського вторгнення в Україну на станції Тащенак зупинялися приміські електропоїзди сполученням Запоріжжя — Новоолексіївка / Сиваш.